# À chacun ses dieux
À chacun ses dieux (titre original : A Choice of Gods) est un roman de Clifford D. Simak publié en 1972 puis en France, aux éditions Denoël en 1973.